# T1 (e스포츠)
T1은 대한민국의 종합 프로게임단으로 리그 오브 레전드, 배틀그라운드, 포트나이트, 에이펙스 레전드, 스매시브라더스, 도타 2, 오버워치, 하스스톤, 포켓몬스터, 콜 오브 듀티 모바일, 레인보우 식스 시즈 등의 종목을 운영하고 있다. 스타크래프트 프로리그와 리그 오브 레전드 챔피언스 코리아, 리그 오브 레전드 월드 챔피언십에서 가장 많은 우승을 한 팀이기도 하다. 과거에는 스타크래프트, 스타크래프트 II, 스페셜포스 2, 하스스톤 종목을 운영했다.

## 역사

#### 스타크래프트
2001년 12월 합병하여 창단된 IS에서 2002년 11월 임요환이 2002 SKY배 온게임넷 스타리그의 결승전을 치른 뒤 팀내 프로토스 부족 등의 이유로 인해 팀을 나오게 된다. 한달 뒤인 2002년 12월 동양제과가 임요환과 스폰서십을 체결하여 높은 연봉과 연습실을 제공하였고, 주훈을 임요환의 개인 매니저로 영입하였다. 이듬해 팀단위 리그인 프로리그의 개막 소식에 주훈이 선수들을 영입하기 시작했다. 한달 후인 2003년 1월 프로팀으로서의 기틀이 갖춰진 이후, 동양 오리온(동양 Orion)이라는 이름의 팀으로 활동하기 시작했다. 그리고 2003년 3월에 개막된 첫 번째 프로리그인 KTF EVER컵 온게임넷 프로리그에서 포스트 시즌을 거쳐 결승에 진출 하였으며 2003년 8월 30일에 열린 결승전에서 한빛 스타즈(현 웅진 스타즈)를 4:1로 꺾고 팀내 첫 우승을 일궈냈다.
동양제과의 후원 기간이 끝난 2003년 12월 22일 정식으로 팀의 인수를 요구했지만, 후원자금의 규모에 대한 이견차를 좁히지 못하고 협상이 그대로 결렬되었다. 그로 인해 4U(4Union)팀으로 바뀌어 한동안 비기업 팀으로 활동하다가, 2004년 4월 13일 SK텔레콤에 인수되어 SK텔레콤 T1으로 재창단하여 현재에 이르고 있다. 2005년부터 2006년까지는 프로리그에서 4회 연속 우승을 이루어, 오버 트리플 크라운을 달성하였다.
그러나 그 이후 임요환, 성학승의 군입대로 전력이 쇠퇴하자 급격히 성적이 추락하기 시작했고, 여기에 전기리그에서의 여러 시스템의 실패와 후기리그에서의 개인전 성적 부진이 겹치면서 걷잡을 수 없이 폐해가 심해지자 끝내 2008년 1월 23일, 3시즌 연속으로 이어진 성적부진을 이유로 주훈 감독, 서형석 코치, 이효민 코치가 경질되었다.
SK텔레콤 T1은 2008년 2월 27일, MBC게임의 전략코치였던 박용운 코치를 감독대행으로 선임하고, 작년까지 선수로 활동했던 최연성, 박용욱 두 선수를 코치로서 승격시키기로 확정했다고 밝혔다. 이 후 김택용의 영입과 도재욱의 성장으로 2008 시즌에선 오랜만에 포스트시즌에 진출하게 되었다.
2008년 10월 1일에 박용운 감독대행이 감독으로 정식 승격한 이후 출전한 08-09시즌에서는 프로토스라인이 선전했음에도 저그 라인이 1라운드 전패라는 전무후무한 불명예의 부진으로 프로리그 하위권에 머물렀고 결국 극단의 조치를 취해야 했다. 10월 28일, 최연성이 플레잉코치로 변경을 시작으로, 같은 해 10월 31일엔 비욘세사건으로 방출되었던 김성제가 복귀하고, 2라운드 직전인 11월 26일에는 MBC게임의 저그 선수 정영철을 영입하며 다른 저그 팀원들 까지도 성적이 좋아졌다. 2009년 1월 17일부터 시작된 3라운드 - 위너스 리그에서는 2008년 12월 21일 제대한 임요환이 개막전(vs 공군전)에서 오영종과의 경기에 출전하였지만 지고 말았다.
2009년 3월에는 스페셜포스 프로리그 개막을 앞두고 펼쳐진 스페셜포스 프로게임단 드래프트에서 P-plus.innovation 클랜을 지명하여 창단하였다. 생각대로T SF프로리그 2009 1st의 1라운드에서는 부진한 모습을 보였으나, 2라운드 초반에 좋은 성적을 거두어 2위로 올라서기도 했으나, 끝내 2라운드 전승의 이스트로에게 밀려 최종적으로 3위로 확정되었다. 이후 최종 순위 3위와 4위가 맞붙는 준플레이오프에서 클랜 Archer를 꺾고 플레이오프에 진출했으나, 2위팀 이스트로에게 패배해서 3위로 리그를 마감하였다.
스타크래프트 프로리그에서는 08-09 시즌의 막바지 5라운드에서 막판에 화승 OZ를 따돌린 후 1위로 결승전에 직행해, 3년 만에 광안리 진출 티켓을 따냈고, 2009년 8월 7일과 8월 8일 결승전 1,2차전에서 화승 OZ를 2:0으로 꺾고 프로리그 우승을 차지하였다 (1차전 - 4:0, 2차전 - 4:3). 또한 김택용이 정규시즌 MVP를 차지하였으며, 결승전 MVP로 정명훈이 선정되었다.
경남-STX컵 마스터즈 2009 결승전에서는 박재혁이 선봉으로 출전하여 STX선수들을 차례대로 4명을 꺾으며 우승을 차지하는데 일조를 하였다.
그러나 08-09 시즌이 끝난뒤. 김성제와 이건준, 박대경이 은퇴하고. 주장이었던 권오혁은 박용욱의 해설 전향으로 인한 공백을 메우기 위해, 플레잉 코치로 승격되어 프로토스가 궁핍해졌으나, 프로토스 라인은 12개팀중에 가장 강력한 팀으로 자리 잡았다.
위너스리그 09-10 말기 성학승을 사실상 경질하였고 성학승이 경질된뒤, 저그 라인도 궁핍해지기 시작했다. 덕분에 화승토스, 웅진테란과 함께 티원저그라는 말이 생겨날 정도였다. 그러나 5라운드에서 박재혁-이승석-어윤수 3명으로 이루어진 저그 라인이 강력해지면서 팀의 승리에 도움을 주었다.
하지만 신한은행 프로리그 09-10 결승전에서 T1 저그는 그다지 성과를 이루지 못했다.
이승석이 템페신 박재영을 상대하여 패배, 또한 박재혁 또한 KT의 에이스 이영호를 만나 패배를 하면서 4:2로 준우승에 머무르게 된다. T1의 저그 라인은 이번 시즌 결승전에서는 1승조차 따내지 못하여 고질적인 문제로 지적받았다.
2010년 9월 저그라인 보강을 위하여 웅진 스타즈의 한상봉을 영입했다. 그러나 기대와는 미치지 못한 성적을 보이며 부진, 결장을 면치못하던 한상봉은 결국 3월 10일 팀에서 임의탈퇴한다.
신한은행 프로리그 10-11에서 1R 첫 라운드 전승이란 기록을 세운다.
신한은행 위너스리그 10-11에서 3위를 기록한 SK텔레콤은 준PO, PO에서 하이트, 화승을 꺾고 결승에 오른다. 복병 이승석의 3킬, 그리고 에이스 김택용의 마무리 활약으로 라이벌팀인 KT를 꺾고 위너스리그 우승을 차지하며 단체전 그랜드슬램을 달성하였다.
신한은행 프로리그 10-11에서 6라운드 전승이란 기록과 함께 역대 단일리그 최다승(39승) 신기록을 세운다. 그러나 팀의 연습시간 비율이 나빠서 일부 선수들이 방식이 맘에 안든다고 하소연하기도 했다.
신한은행 프로리그 10-11에서 KT와 결승에서 맞붙었지만 도재욱과 저그 라인의 패배로 준우승에 그쳐 09-10 광안리의 복수를 하지 못했다. 저번 결승 때와 마찬가지로 저그가 1승도 거두지 못해 T1 저그라인은 고질적인 문제였다.
경남-STX컵 마스터즈 2011 결승전에서 화승 OZ와 격돌하게 된 T1은 신인왕 정윤종의 선봉올킬로 우승을 차지한다. SK텔레콤은 취약한 저그라인을 보강하기 위해 화승 출신의 방태수 (현재 사이스톰 게이밍)와 위메이드 폭스 출신 이예훈 (현재 마이인새니티)을 영입하였으나, 그들은 당시 아직 경험이 부족했고, 공식전이 많이 없던 신인이라 SK텔레콤 프런트측에서 성장발전을 믿고 영입했던 것이다.
SK플래닛 프로리그 정규시즌 1위를 확정지으며 SK텔레콤 T1은 4연속 프로리그 결승 진출에 성공하였다. 또한 스페셜포스팀도 정규시즌 1위로 역시 결승 진출에 성공하였다.
SK텔레콤 T1은 프로리그 결승전에서 다시 격돌하게 된 KT를 꺾고 3년 만에 정규시즌 우승을 차지하게 된다. 위너스리그 우승을 제외하면 총 6회 우승이라는 대기록을 세우게 되었다. 다만 저그라인은 여전히 미흡한 점이 많이 지적됐다.(이날도 저그 라인은 승리를 하지 못했다)

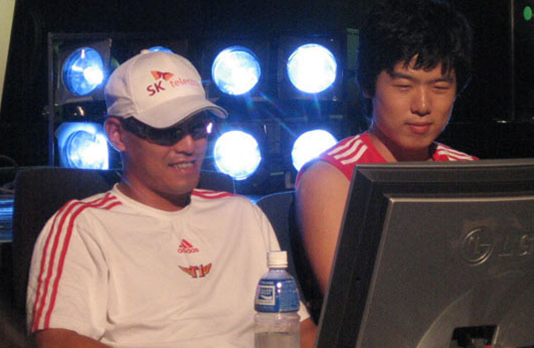
한 때 T1의 상징이었던 주훈과 최연성

2012년 8월 16일 슬레이어스에 있던 임요환을 T1 테란 전담코치로 영입했다.
SK플래닛 프로리그 시즌2에서 4위로 포스트시즌에 진출하였고, 준플레이오프에서 진에어 그린윙스를 완벽하게 제압했으나 CJ 엔투스와의 플레이오프에서 에이스 정윤종의 뼈아픈 패배와 고질적인 T1 저그라인의 부진으로 결승 진출에 실패하게 된다.
2012년 10월 17일 박용운을 어드바이저로 임요환을 수석 코치로 임명했다.
SK플래닛 프로리그 12-13이 끝난 후 팀의 주축이자, 오랜 시간을 활동해온 도재욱, 김택용, 이승석 등이 대거 프로게이머를 은퇴하였으며, STX 소울에서 활동하던 김도우를 영입하였다. 차기 시즌 주장은 정명훈이 맡게 되었다.
2013년 9월 26일 임요환 감독이 건강상의 이유로 사퇴하고 최연성코치가 수석코치로 승격되었다.
2013년 10월 15일 웅진 스타즈 노준규 (현 삼성 갤럭시)를 영입하였다.
2013년 11월 6일 최연성 수석코치가 감독으로 승격되었다.
2013년 12월 13일 웅진 스타즈 김민철(현 TCM 게이밍)을 포스팅으로 영입하였다.
2014년 9월 11일 SK텔레콤 T1은 보도자료를 통해 2014년 9월 30일자로 정윤종, 원이삭, 정명훈과의 계약을 종료한다고 밝혔다.
2014년 9월 25일 SK텔레콤 T1은 보도자료를 통해 이신형, 조중혁의 영입을 발표하는 동시에 2014년 9월 30일자로 김민철, 노준규와의 계약을 종료한다고 밝혔다.
2016년 10월 스타크래프트 II 종목 팀 해체를 발표하였다.

#### 리그 오브 레전드
T1의 리그 오브 레전드 팀은 2012년 말에 창단했으며 4회의 리그 오브 레전드 월드 챔피언십 우승, 2회의 미드 시즌 인비테이셔널 우승, 10회의 리그 오브 레전드 챔피언스 코리아 우승을 달성하면서 전세계에서 인정받는 명문팀으로 여겨지고 있다.

## 게임단 연혁

### 스타크래프트·스타크래프트 II
- 2003년 1월 동양 오리온 프로게임단 창단(최초)
- 2003년 8월 온게임넷 KTF EVER컵 프로리그 우승 (동양 오리온)
- 2003년 12월 4U 프로게임단 창단(동양 오리온 → 4U)
- 2004년 2월 LG IBM MBC게임 팀리그 우승 (4U)
- 2004년 4월 SK텔레콤 T1 프로게임단 창단(4U → SK텔레콤 T1)
- 2004년 7월 SKY 프로리그 2004 1라운드 준우승
- 2004년 8월 투싼배 MBC게임 팀리그 우승
- 2005년 8월 SKY 프로리그 2005 전기리그 우승
- 2006년 1월 SKY 프로리그 2005 후기리그 우승
- 2006년 2월 SKY 프로리그 2005 그랜드파이널 우승
- 2006년 3월 2005 대한민국 e스포츠대상 올해의 프로게임단
- 2006년 7월 SKY 프로리그 2006 전기리그 우승
- 2007년 2월 SKY 프로리그 2006 그랜드파이널 준우승
- 2008년 7월 신한은행 프로리그 2008 2위
- 2008년 8월 경남-STX컵 마스터즈 2008 3위
- 2009년 3월 신한은행 위너스리그 08-09 4위
- 2009년 8월 신한은행 프로리그 08-09 우승
- 2009년 8월 경남-STX컵 마스터즈 2009 우승
- 2009년 12월 2009 대한민국 e스포츠대상 올해의 프로게임단
- 2010년 8월 신한은행 프로리그 09-10 준우승
- 2010년 8월 경남-STX컵 마스터즈 2010 우승
- 2011년 4월 신한은행 위너스리그 10-11 우승
- 2011년 8월 신한은행 프로리그 10-11 준우승
- 2011년 8월 STX컵 마스터즈 2011 우승
- 2012년 4월 SK플래닛 스타크래프트 프로리그 시즌1 우승
- 2012년 9월 SK플래닛 스타크래프트2 프로리그 시즌2 3위
- 2013년 7월 SK플래닛 스타크래프트 II 프로리그 12-13 4위
- 2014년 2월 SK텔레콤 스타크래프트 II 프로리그 2014 1라운드 준우승
- 2014년 5월 SK텔레콤 스타크래프트 II 프로리그 2014 3라운드 우승
- 2014년 7월 SK텔레콤 스타크래프트 II 프로리그 2014 4라운드 준우승
- 2014년 8월 SK텔레콤 스타크래프트 II 프로리그 2014 통합 준우승
- 2015년 2월 SK텔레콤 스타크래프트 II 프로리그 2015 1라운드 우승
- 2015년 4월 SK텔레콤 스타크래프트 II 프로리그 2015 2라운드 4위
- 2015년 7월 SK텔레콤 스타크래프트 II 프로리그 2015 3라운드 우승
- 2015년 9월 SK텔레콤 스타크래프트 II 프로리그 2015 4라운드 준우승
- 2015년 10월 SK텔레콤 스타크래프트 II 프로리그 2015 통합 우승
- 2016년 3월 SK텔레콤 스타크래프트 II 프로리그 2016 1라운드 우승
- 2016년 5월 SK텔레콤 스타크래프트 II 프로리그 2016 2라운드 3위

### 스페셜포스·스페셜포스2
- 2009년 8월 생각대로T SF프로리그 2009 1st 3위
- 2010년 2월  생각대로T SF프로리그 2009 2nd 우승
- 2010년 7월 생각대로T SF프로리그 2010 1st 4위
- 2011년 2월 생각대로T SF프로리그 2010 2nd 준우승
- 2011년 8월 생각대로T SF프로리그 2011 1st 4위
- 2012년 4월 생각대로T SF2프로리그 2012 시즌1 준우승
- 2012년 9월 생각대로T SF2프로리그 2012 시즌2 준우승

### 배틀그라운드
- 2018년 8월 13일 : SK텔레콤 T1 배틀그라운드 프로게임단 공식 창단
- 2021년 10월 4일 : 해체

## 주요 성적

### 팀리그
| 연도      | 스폰서     | 경기수    | 개인승    | 개인패    | 승률      | 올킬수    | 기타      |
| --------- | ---------- | --------- | --------- | --------- | --------- | --------- | --------- |
| 2003      | 계몽사     | 예선 탈락 | 예선 탈락 | 예선 탈락 | 예선 탈락 | 예선 탈락 | 예선 탈락 |
| 2003      | 라이프존   | 예선 탈락 | 예선 탈락 | 예선 탈락 | 예선 탈락 | 예선 탈락 | 예선 탈락 |
| 2003-2004 | LG IBM     | 33        | 18        | 15        | 54.5%     | 1         |           |
| 2004      | 투싼       | 30        | 19        | 11        | 63.3%     | 1         |           |
| 2004-2005 | MBC MOVIES | 31        | 14        | 17        | 45.1%     | 1         |           |
| 통산성적  | 통산성적   | 94        | 51        | 43        | 54.2%     | 3         |           |

### 리그 오브 레전드
T1의 2022 스프링 우승 시 해설진: 2013 서머, 2014 윈터, 2014 서머, 2015 스프링, 2015 서머, 2016 스프링, 2017 스프링, 2019 스프링, 2019 서머 그리고 지금 2022 스프링 V10!! T1!!!

### SK 텔레콤 T1 1팀
- 기존 SK텔레콤 T1 1팀은 대한민국 챌린저 서킷 규칙에 따라 진에어 그린윙스 팰컨스팀으로 이어진다. 기존 SK텔레콤 T1 1팀의 기록은 진에어 그린윙스 항목 참조.

### SK 텔레콤 T1

#### 리그 오브 레전드 월드 챔피언십
| 연도 | 대회                                  | 순위   | 마지막 경기           | 결과 |
| ---- | ------------------------------------- | ------ | --------------------- | ---- |
| 2013 | 리그 오브 레전드 월드 챔피언십 시즌 3 | 우승   | SKT v. Royal Club     | 3–0  |
| 2015 | 리그 오브 레전드 월드 챔피언십 2015   | 우승   | SKT v. Koo Tigers     | 3–1  |
| 2016 | 리그 오브 레전드 월드 챔피언십 2016   | 우승   | SKT v. Samsung Galaxy | 3–2  |
| 2017 | 리그 오브 레전드 월드 챔피언십 2017   | 준우승 | SKT v. Samsung Galaxy | 0–3  |
| 2019 | 리그 오브 레전드 월드 챔피언십 2019   | 4강    | SKT v. G2 Esports     | 1–3  |
| 2021 | 리그 오브 레전드 월드 챔피언십 2021   | 4강    | T1 v. DWG KIA         | 2–3  |

#### 미드 시즌 인비테이셔널
| 연도 | 대회                        | 순위   | 마지막 경기       | 결과 |
| ---- | --------------------------- | ------ | ----------------- | ---- |
| 2015 | 미드 시즌 인비테이셔널 2015 | 준우승 | SKT v. EDG        | 2–3  |
| 2016 | 미드 시즌 인비테이셔널 2016 | 우승   | SKT v. CLG        | 3–0  |
| 2017 | 미드 시즌 인비테이셔널 2017 | 우승   | SKT v. G2 Esports | 3–1  |
| 2019 | 미드 시즌 인비테이셔널 2019 | 4강    | SKT v. G2 Esports | 2–3  |
| 2022 | 미드 시즌 인비테이셔널 2022 | 준우승 | T1 v. RNG         | 2–3  |

#### IEM – World Championship
| 연도 | 대회 | 시즌     | 순위 | 마지막 경기   | 결과 |
| ---- | ---- | -------- | ---- | ------------- | ---- |
| 2016 | IEM  | Season X | 우승 | SKT v. Fnatic | 3–0  |

#### 리그 오브 레전드 챔피언스 코리아
- 스플릿

| 연도 | 대회                                         | 순위 | 결과 (승/패) |
| ---- | -------------------------------------------- | ---- | ------------ |
| 2015 | 리그 오브 레전드 챔피언스 코리아 스프링 2015 | 2위  | 11–3         |
| 2016 | 리그 오브 레전드 챔피언스 코리아 스프링 2016 | 3위  | 12–6         |
| 2017 | 리그 오브 레전드 챔피언스 코리아 스프링 2017 | 1위  | 16–2         |
| 2018 | 2018 리그 오브 레전드 챔피언스 코리아 스프링 | 4위  | 9–9          |
| 2019 | 2019 리그 오브 레전드 챔피언스 코리아 스프링 | 2위  | 14–4         |
| 2020 | 2020 리그 오브 레전드 챔피언스 코리아 스프링 | 2위  | 14–4         |
| 2021 | 2021 리그 오브 레전드 챔피언스 코리아 스프링 | 4위  | 11–7         |
| 2022 | 2022 리그 오브 레전드 챔피언스 코리아 스프링 | 1위  | 18-0         |

| 연도 | 대회                                       | 순위 | 결과 (승/패) |
| ---- | ------------------------------------------ | ---- | ------------ |
| 2015 | 리그 오브 레전드 챔피언스 코리아 서머 2015 | 1위  | 17–1         |
| 2016 | 리그 오브 레전드 챔피언스 코리아 서머 2016 | 2위  | 13–5         |
| 2017 | 리그 오브 레전드 챔피언스 코리아 서머 2017 | 4위  | 13–5         |
| 2018 | 2018 리그 오브 레전드 챔피언스 코리아 서머 | 7위  | 8–10         |
| 2019 | 2019 리그 오브 레전드 챔피언스 코리아 서머 | 4위  | 11–7         |
| 2020 | 2020 리그 오브 레전드 챔피언스 코리아 서머 | 4위  | 13–5         |
| 2021 | 2021 리그 오브 레전드 챔피언스 코리아 서머 | 4위  | 11–7         |
| 2022 | 2022 리그 오브 레전드 챔피언스 코리아 서머 | 2위  | 15–3         |

- 플레이오프

| 연도 | 대회                                         | 순위 | 마지막 경기         | 결과 |
| ---- | -------------------------------------------- | ---- | ------------------- | ---- |
| 2015 | 리그 오브 레전드 챔피언스 코리아 스프링 2015 | 우승 | SKT v. GE 타이거즈  | 3–0  |
| 2016 | 리그 오브 레전드 챔피언스 코리아 스프링 2016 | 우승 | SKT v. ROX 타이거즈 | 3–1  |
| 2017 | 리그 오브 레전드 챔피언스 코리아 스프링 2017 | 우승 | SKT v. KT 롤스터    | 3–0  |
| 2018 | 2018 리그 오브 레전드 챔피언스 코리아 스프링 | 4위  | SKT v. KT 롤스터    | 1–3  |
| 2019 | 2019 리그 오브 레전드 챔피언스 코리아 스프링 | 우승 | SKT v. 그리핀       | 3–0  |
| 2020 | 2020 리그 오브 레전드 챔피언스 코리아 스프링 | 우승 | T1 v. Gen.G         | 3–0  |
| 2021 | 2021 리그 오브 레전드 챔피언스 코리아 스프링 | 4위  | T1 v. Gen.G         | 0–3  |
| 2022 | 2022 리그 오브 레전드 챔피언스 코리아 스프링 | 우승 | T1 v. Gen.G         | 3-1  |

| 연도 | 대회                                       | 순위   | 마지막 경기       | 결과 |
| ---- | ------------------------------------------ | ------ | ----------------- | ---- |
| 2015 | 리그 오브 레전드 챔피언스 코리아 서머 2015 | 우승   | SKT v. KT Rolster | 3–0  |
| 2016 | 리그 오브 레전드 챔피언스 코리아 서머 2016 | 3위    | SKT v. KT Rolster | 2–3  |
| 2017 | 리그 오브 레전드 챔피언스 코리아 서머 2017 | 준우승 | SKT v. LZ         | 1–3  |
| 2019 | 2019 리그 오브 레전드 챔피언스 코리아 서머 | 우승   | SKT v. Griffin    | 3–1  |
| 2020 | 2020 리그 오브 레전드 챔피언스 코리아 서머 | 5위    | T1 v. AF          | 1–2  |
| 2021 | 2021 리그 오브 레전드 챔피언스 코리아 서머 | 준우승 | T1 v. DWG KIA     | 1–3  |
| 2022 | 2022 리그 오브 레전드 챔피언스 코리아 서머 | 준우승 | T1 v. Gen.G       | 0–3  |

#### KeSPA컵
| 연도 | 대회             | 순위     | 마지막 경기           | 결과 |
| ---- | ---------------- | -------- | --------------------- | ---- |
| 2015 | 2015 KeSPA컵     | 4강      | SKT v. Ever           | 0–2  |
| 2016 | 2016 LoL KeSPA컵 | 4강      | SKT v. ROX 타이거즈   | 0–2  |
| 2017 | 2017 LoL KeSPA컵 | 4강      | SKT v. 롱주 IM        | 0–2  |
| 2018 | 2018 LoL KeSPA컵 | 8강      | SKT v. 담원 게이밍    | 1–2  |
| 2019 | 2019 LoL KeSPA컵 | 4강      | T1 v. 샌드박스 게이밍 | 1–3  |
| 2020 | 2020 LoL KeSPA컵 | 조별리그 | T1 v. KT 롤스터       | 0-1  |

#### 리프트 라이벌즈
| 연도 | 대회             | 순위   | 마지막 경기 | 결과 |
| ---- | ---------------- | ------ | ----------- | ---- |
| 2017 | Rift Rivals 2017 | 준우승 | LCK v. LPL  | 1–3  |
| 2018 | Rift Rivals 2018 | 준우승 | LCK v. LPL  | 2–3  |
| 2019 | Rift Rivals 2019 | 우승   | LCK v. LPL  | 3–1  |

#### 기타 대회
| 연도 | 대회                                               | 순위   | 마지막 경기                 | 결과 |
| ---- | -------------------------------------------------- | ------ | --------------------------- | ---- |
| 2013 | OLYMPUS Champions Spring 2013                      | 3위    | SKT v. CJ Entus Frost       | 3–0  |
| 2013 | Asian Indoor-Martial Arts Games 2013 Korean 선발전 | 16강   | SKT v. MVP Ozone            | 1–2  |
| 2013 | AMD-INVEN GamExperience                            | 4강    | SKT v. MVP Ozone            | 0–2  |
| 2013 | HOT6iX Champions Summer 2013                       | 우승   | SKT v. KT Rolster Bullets   | 3–2  |
| 2013 | 2013 월드 챔피언십 선발전                          | 1위    | SKT v. KT Rolster Bullets   | 3–1  |
| 2013 | 2013 WCG Korea Qualifiers                          | 4강    | SKT v. Samsung Galaxy Blue  | 0–2  |
| 2014 | PANDORA.TV Champions 2013-2014 Winter              | 우승   | SKT v. Samsung Galaxy Ozone | 3–0  |
| 2014 | HOT6iX Champions Spring 2014                       | 8강    | SKT v. Samsung Galaxy Ozone | 1–3  |
| 2014 | bigfile NLB Spring 2014                            | 3위    | SKT v. KT Rolster Bullets   | 3–0  |
| 2014 | All-Star 2014                                      | 우승   | SKT v. OMG                  | 3–0  |
| 2014 | SK Telecom LTE-A LoL Masters 2014                  | 준우승 | SKT v. Samsung Galaxy       | 0–3  |
| 2014 | HOT6iX Champions Summer 2014                       | 8강    | SKT v. Samsung Galaxy White | 1–3  |
| 2014 | ITENJOY NLB Summer 2014                            | 우승   | SKT v. Najin Black Sword    | 3–0  |
| 2014 | 2014 월드 챔피언십 선발전                          | 2위    | SKT v. Najin White Shield   | 1–3  |
| 2018 | 2018 월드 챔피언십 선발전                          | 4위    | SKT v. Gen.G                | 2–3  |
| 2020 | Mid-Season Cup 2020                                | 8강    | T1 v. TES                   | 0–1  |
| 2020 | 2020 월드 챔피언십 선발전                          | 2위    | SKT v. Gen.G                | 0–3  |

## 역대 팀 명칭
스타크래프트
- 동양 오리온(동양 Orion) → 4U(For Union) → SK텔레콤 T1

리그 오브 레전드
- SK텔레콤 T1[1] → SK텔레콤 T1 1팀 → SK텔레콤 T1 S → SK텔레콤 T1 (1팀 통합)
- SK텔레콤 T1 2팀 → SK텔레콤 T1 → SK텔레콤 T1 K → SK텔레콤 T1 (1팀 통합)
- SK텔레콤 T1 → T1

## 역대 팀 감독
스타크래프트, 스타크래프트 II
- 1대 감독 : 주훈 (2002년 ~ 2008년 2월)
- 2대 감독 : 박용운 (2008년 2월 ~ 2012년 10월)
  - 수석 코치 : 임요환 (2012년 10월 17일 ~ 2013년 4월 2일)
- 3대 감독 : 임요환 (2013년 4월 3일 ~ 2013년 9월 26일)
  - 수석 코치 : 최연성 (2013년 9월 26일 ~ 2013년 11월 5일)
- 4대 감독 : 최연성 (2013년 11월 6일 ~ 2016년 10월 19일)

리그 오브 레전드
- 1대 감독 : 최병훈 (2013년 11월 6일 ~ 2017년 11월 24일)
- 2대 감독 : 김정균 (2017년 11월 24일 ~ 2019년 11월 19일)
- 3대 감독 : 김정수 (2019년 11월 26일 ~ 2020년 9월 13일)
- 4대 감독 : 양대인 (2020년 12월 7일 ~ 2021년 7월 15일)
  - 감독대행 : 손석희 (2021년 7월 15일 ~ 2021년 11월 8일)
- 5대 감독 : 최성훈 (2021년 12월 3일 ~ 2022년 9월 5일)
  - 감독대행: 배성웅 (2022년 9월 5일 ~ 2022년 11월 18일)[2]
- 6대 감독 : 배성웅 (2022년 11월 18일 ~ 현재)

배틀그라운드
- 1대 감독 : 최병훈 (2018년 8월 11일 ~ 2020년 3월 3일)
- 2대 감독 : 최정진 (2020년 3월 3일 ~ 2021년 3월 31일)
  - 코치 : 장민석 (2020년 12월 30일 ~ 2021년 10월 4일)

## 소속 선수

### 리그 오브 레전드

#### 1군
- 감독 : 김정균
- 코치 : 임재현

김강희
| 이름   | 소환사명 | 포지션 | 비고 |
| ------ | -------- | ------ | ---- |
| 최현준 | Doran    | 탑     |      |
| 문현준 | Oner     | 정글러 |      |
| 이상혁 | Faker    | 미드   |      |
| 이민형 | Gumayusi | AD캐리 |      |
| 류민석 | keria    | 서포터 |      |

#### 2군
- 감독 : 신형섭
- 코치 : 최두성

| 이름   | 소환사명 | 포지션 | 비고 |
| ------ | -------- | ------ | ---- |
| 심수현 | Haetae   | 탑     |      |
| 하승민 | Vincenzo | 정글   |      |
| 윤성원 | Poby     | 미드   |      |
| 문성원 | Guti     | 미드   | 예비 |
| 신금재 | Smash    | AD캐리 |      |
| 김유준 | Cypher   | AD캐리 | 예비 |
| 문현호 | Cloud    | 서포터 |      |

### 하스스톤
| 이름              | 아이디      |
| ----------------- | ----------- |
| 김정수            | Surrender   |
| 크리스 차코풀로스 | Fenomeno    |
| 존 웨스트버그     | Orange      |
| 조지 웹           | BoarControl |

### 포트나이트
| 이름          | 아이디  |
| ------------- | ------- |
| 박진규        | Quickss |
| 정신우        | Sinooh  |
| 김도한        | Hood.J  |
| 이희근        | Psangae |
| 알렉스 콜리치 | SOFA    |
| 코디 풀머     | Fulmer  |

### 에이펙스 레전드
| 이름        | 아이디 |
| ----------- | ------ |
| 헤이딘 고든 | Zerg   |
| 브랜던 젠슨 | BCJ    |
| 커티스 갤로 | Kurt   |

### 스매시브라더스
| 이름          | 아이디     |
| ------------- | ---------- |
| 제이슨 베이츠 | ANTi       |
| 래리 홀랜드   | Larry Lurr |

### 도타 2
| 이름                 | 아이디       |
| -------------------- | ------------ |
| 크리스천 존 애버솔로 | Skadilicious |
| 이재형               | Xemistry     |
| 이상돈               | Forev        |
| 김용민               | Febby        |
| 요한 오스트룀        | Pieliedie    |

### 오버워치
- 감독 : 정원협
- 코치 : 함정민

| 이름   | 아이디  | 포지션  |
| ------ | ------- | ------- |
| 안예승 | Perfact | DPS     |
| 이호성 | Na1st   | DPS     |
| 한민규 | TTACKER | DPS     |
| 임지헌 | ION     | TANK    |
| 홍은택 | Sven    | TANK    |
| 권영훈 | FiXa    | SUPPORT |
| 김진   | Physics | SUPPORT |

### 와일드 리프트
- 코치 :김연준

| 이름   | 아이디  |
| ------ | ------- |
| 이준   | YJ      |
| 정용훈 | Coar    |
| 박경민 | jjong   |
| 김해솔 | Halu    |
| 이경호 | penguin |

## 주요 종목
- 리그 오브 레전드
- 배틀그라운드
- 포트나이트
- APEX4:레전드
- 스매시브라더스
- 오버워치
- FIFA 온라인 4

## 우승 기록

#### 스타크래프트, 스타크래프트 II
- 2003 KTF EVER컵 프로리그
- 2004 LG IBM MBC게임 팀리그
- 2004 투싼배 MBC게임 팀리그
- 2005 SKY 프로리그 전기리그
- 2005 SKY 프로리그 후기리그
- 2005 SKY 프로리그 그랜드 파이널
- 2006 SKY 프로리그 전기리그
- 신한은행 프로리그 08-09
- 경남-STX컵 마스터즈 2009
- 경남-STX컵 마스터즈 2010
- 신한은행 위너스리그 10-11
- 경남-STX컵 마스터즈 2011
- SK플래닛 스타크래프트 프로리그 시즌1
- SK텔레콤 스타크래프트 II 프로리그 2014 3라운드
- SK텔레콤 스타크래프트 II 프로리그 2015 1라운드
- SK텔레콤 스타크래프트 II 프로리그 2015 3라운드
- SK텔레콤 스타크래프트 II 프로리그 2015
- SK텔레콤 스타크래프트 II 프로리그 2016 1라운드

#### 스페셜포스
- 생각대로T SF프로리그 2009 2nd

#### 리그 오브 레전드
- 핫식스 리그 오브 레전드 챔피언스 서머 2013
- 리그 오브 레전드 월드 챔피언십 시즌 2013
- PANDORA TV 리그 오브 레전드 챔피언스 코리아 윈터 2013-2014
- 리그 오브 레전드 올스타 인비테이셔널 2014
- IT ENJOY NLB Summer 2014
- 2015 SBENU 리그 오브 레전드 챔피언스 코리아 스프링
- 2015 SBENU 리그 오브 레전드 챔피언스 코리아 서머
- 리그 오브 레전드 월드 챔피언십 시즌 2015
- IEM10 월드 챔피언십 2016
- 롯데-꼬깔콘 리그 오브 레전드 챔피언스 코리아 스프링 2016
- 미드 시즌 인비테이셔널 2016
- 리그 오브 레전드 월드 챔피언십 시즌 2016
- 리그 오브 레전드 챔피언스 코리아 스프링 2017
- 미드 시즌 인비테이셔널 2017
- 스무살우리 리그 오브 레전드 챔피언스 코리아 스프링 2019
- 리프트 라이벌즈 2019
- 우리은행 리그 오브 레전드 챔피언스 코리아 서머 2019
- 우리은행 리그 오브 레전드 챔피언스 코리아 스프링 2020
- 2022 LCK스프링 스플릿 우승
- 리그 오브 레전드 월드 챔피언십 시즌 2023
- 리그 오브 레전드 월드 챔피언십 시즌 2024

#### 배틀그라운드
- 2020 펍지 콘티넨탈 시리즈2 한국 대표 선발전

## 같이 보기
- SK그룹
- SK텔레콤
- 4U
- 4Union
- 컴캐스트